# Хвіст крутить собакою
«Хвіст крутить собакою» (англ. Wag the Dog) — американська комедійна драма режисера Баррі Левінсона (був також продюсером), що вийшла 1997 року. Картина створена на основі роману «Американський герой» американського письменника Ларрі Байнгарта.
Сценарій картини написали Гіларі Генкин і Девід Мамет, продюсерами також були Роберт де Ніро і Джейн Розенталь. Вперше фільм продемонстрували 17 грудня 1997 року у Сенчурі Сті, США. В Україні фільм не демонструвався. Український переклад фільму здійснив телеканал 1+1 і Так Треба Продакшн (на замовлення телекомпанії Інтер). 
| Спеціаліста з позаштатних ситуацій Конрада Бріна викликають у Білий Дім, щоб доручити йому організацію PR-операції, яка має відволікти увагу громадськості від сексуального скандалу, пов'язаного з президентом США. Брін звертається по допомогу до відомого голлівудського продюсера Стенлі Мотса. Маленька переможна війна - ось вирішення всіх проблем! Наразі немає війни? Увімкніть телевізор!... |

## Сюжет
Наближаються вибори президента США, в цей час у ЗМІ проникає чутка, що він домагався до нелегальної емігрантки в Білому Домі. Зі слів постраждалої, це сталося в овальному кабінеті, домагання підтверджують фото охорони. Радник президента Конрад Брін вирішує звернутись за допомогою до кінопродюсера Стенлі Мотса, щоб відвернути увагу від скандалу з президентом. Брін придумує запевнити громадськість, що США почали війну з Албанією.
Брін і Мотс складають сценарій: албанські терористи хочуть знищити американський спосіб життя, вони володіють атомною бомбою, яку вже доставили в Канаду в портфелі, щоб перетнути кордон США. Брін з Мотсом монтують для новин відео про албанську дівчину, котра тікає з села, захопленого терористами. Президент, який весь цей час перебуває в Китаї, заявляє журналістам про необхідність розпочати війну і завадити планам терористів. Зйомками цікавиться ЦРУ, адже йому нічого невідомо про терористів. Брін відповідає на це, що ЦРУ погано виконує свою роботу, якщо не бачить «очевидного». Слідом випускається відео, де дівчинка дякує президенту. ЦРУ оголошує про нейтралізацію терористів і завершення війни, Мотс, однак, намірений продовжити.
Мотс складає промову для президента, в якій згадує вигаданого сержанта Шумана на прізвисько «Старенький черевик», що лишається в полоні терористів. Така буденна річ як черевик стає символом підтримки полоненого. З цієї нагоди «знаходять» і пісню 1930-х про старий черевик, яку транслюють по радіо. Шумана «визволяють» і «повертають» в США перед інавгурацією президента. На роль Шумана беруть злочинця, котрому дають заспокійливе аби той поводився як задумано і не виказав обману. Літак з ним потрапляє в аварію, екіпаж рятує місцевий фермер, що виявляється нелегальним імігрантом. Злочинець намагається зґвалтувати дочку фермера і той застрелює його. Шумана оголошують померлим від ран, яких той зазнав у полоні.
Мотс вважає вигадку про війну своєю найкращою роботою і вимагає для себе визнання. Проте це неможливо, інакше обман буде викрито. Брін наказує вбити Мотса, а в новинах масово тиражують новину про смерть Мотса від інфаркту. Так той отримує шукане визнання, а президент успішно починає другий термін правління. Слідом у новинах говориться, що албанські терористи взяли на себе відповідальність за нещодавній вибух.

## У ролях
| Актор           | Персонаж                               | Роль                             |
| --------------- | -------------------------------------- | -------------------------------- |
| Дастін Гоффман  | Стенлі Мотс (англ. Stanley Motss)      | відомий голлівудський продюсер   |
| Роберт де Ніро  | Конрад Брін (англ. Conrad Brean)       | висококваліфікований спін-доктор |
| Енн Гейч        | Вініфред Еймс (англ. Winifred Ames)    | помічниця президента             |
| Деніс Лірі      | Фед Кінґ (англ. Fad King)              |                                  |
| Віллі Нельсон   | Джоні Дін (англ. Johnny Dean)          | фолк-співак                      |
| Кірстен Данст   | Трейсі Лайм (англ. Tracy Lime)         |                                  |
| Вільям Мейсі    | Чарльз Янг (англ. Charles Young)       | агент ЦРУ                        |
| Крейг Нельсон   | Ніл (англ. Neal)                       | сенатор                          |
| Джордж Гейнз    | Коул (англ. Cole)                      | сенатор                          |
| Вуді Гаррельсон | Вільям Шуманн (англ. William Schumann) | сержант                          |
| Джеймс Белуші   |                                        | у ролі самого себе               |
| Джон Чо         |                                        | помічник                         |

## Музика
Усі композиції до стрічки написав Марк Нофлер, екс-фронтмен гурту «Dire Straits» (на той час вже займався сольною кар'єрою). Пісні з фільму було видано 1998-го року окремим однойменним альбомом.

## Сприйняття

### Критика
Фільм отримав загалом позитивні відгуки: Rotten Tomatoes дав оцінку 85 % на основі 72 відгуків від критиків (середня оцінка 7,4/10) і 72 % від глядачів із середньою оцінкою 3,4/5 (понад 40 тис. голосів), Internet Movie Database — 7,1/10 (понад 50 тис. голосів), Metacritic — 73/100 (22 відгуки критиків) і 7,1/10 від глядачів (понад 50 голосів).
«Хвіст крутить собакою» привернув додаткову увагу, коли було оприлюднено дані, що в 1997 році Моніка Левінскі мала статеві стосунки з Біллом Клінтоном в овальному кабінеті (див. Скандал Клінтон — Левінскі). Критики й громадськість зауважили також, що подібно як у фільмі, згодом, у 1998, США справді почали війну — в цьому разі проти Іраку, а потім, у складі НАТО — проти Югославії. «Хвіст крутить собакою» згадувався в контексті й інших ситуацій, коли війна була чи виглядала прикриттям проблем, зокрема війни Росії проти України.

### Касові збори
Під час показу протягом першого (вузького, зі 25 грудня 1997 року) тижня фільм був показаний у 3 кінотеатрах і зібрав $92 079. Наступного (широкого, зі 9 січня 1998 року) тижня фільм був показаний у 1665 кінотеатрах і зібрав $7 778 122, що на той час дозволило йому зайняти 4 місце серед усіх прем'єр. Фільм зібрав у прокаті у США $43 061 945, а у світі — $21 194 568, тобто $64,256,513 загалом при бюджеті $15 млн.

### Нагороди та номінації[22]
| Рік  | Нагорода                                  | Категорія                                                                       | Номінант                   | Результат |
| ---- | ----------------------------------------- | ------------------------------------------------------------------------------- | -------------------------- | --------- |
| 1997 | National Board of Review, USA             | Найкраща актриса другого плану                                                  | Енн Гейч                   | Перемога  |
| 1998 | 70-та церемонія вручення нагороди «Оскар» | Найкраща чоловіча роль                                                          | Дастін Гоффман             | Номінація |
| 1998 | 70-та церемонія вручення нагороди «Оскар» | Найкращий адаптований сценарій                                                  | Гіларі Генкин, Девід Мамет | Номінація |
| 1998 | Берлінський кінофестиваль                 | Спеціальний приз журі                                                           | Баррі Левінсон             | Перемога  |
| 1998 | Берлінський кінофестиваль                 | Золотий ведмідь                                                                 | Баррі Левінсон             | Номінація |
| 1998 | Broadcast Film Critics Association Awards | Найкращий фільм                                                                 | фільм                      | Номінація |
| 1998 | Casting Society of America, USA           | Найкращий кастинґ для художнього фільму. Комедія                                | Еллен Ченовет, Дебра Зейн  | Номінація |
| 1998 | Золотий глобус                            | Найкращий фільм — комедія або мюзикл                                            | фільм                      | Номінація |
| 1998 | Золотий глобус                            | Найкааща чоловіча роль — комедія або мюзикл                                     | Дастін Гоффман             | Номінація |
| 1998 | Золотий глобус                            | Найкращий сценарій                                                              | Гіларі Генкин, Девід Мамет | Номінація |
| 1998 | Golden Satellite Award                    | Найкраща акторська гра у фільмі — комедія або мюзикл                            | Дастін Гоффман             | Номінація |
| 1998 | Golden Satellite Award                    | Найкраще виконання жіночої ролі другого плану у кінофільмі — комедія або мюзикл | Енн Гейч                   | Номінація |
| 1998 | Премія Гільдії кіноакторів США            | Видатне виконання головної чоловічої ролі                                       | Дастін Гоффман             | Номінація |
| 1998 | Премія Гільдії сценаристів США            | Найкращий адаптований сценарій                                                  | Гіларі Генкин, Девід Мамет | Номінація |
| 1999 | Премія БАФТА у кіно                       | Найкращий адаптований сценарій                                                  | Гіларі Генкин, Девід Мамет | Номінація |
| 1999 | Political Film Society, USA               | PFS Award                                                                       | фільм                      | Номінація |